# Arlington (Massachusetts)
Arlington ist ein Ort in Middlesex County, im Bundesstaat Massachusetts der Vereinigten Staaten. Das U.S. Census Bureau hat bei der Volkszählung 2020 eine Einwohnerzahl von 46.308 ermittelt.
Arlington ist ein Nachbarort von Cambridge und liegt 10 Kilometer nordwestlich von Boston.

## Geographische Lage
Arlington ist 14 km² groß, wovon 1,2 km² Wasser sind. In Arlington liegen der Spy Pond, Mystic Lake, Mystic River, Alewife Brook, Arlington Reservoir, Mill Brook und Hills Pond.

### Stadtteile
- Arlington Center
- Arlington Heights
- East Arlington
- Brattle Square
- Jason Heights
- Arlmont Village
- Morningside
- Turkey Hill

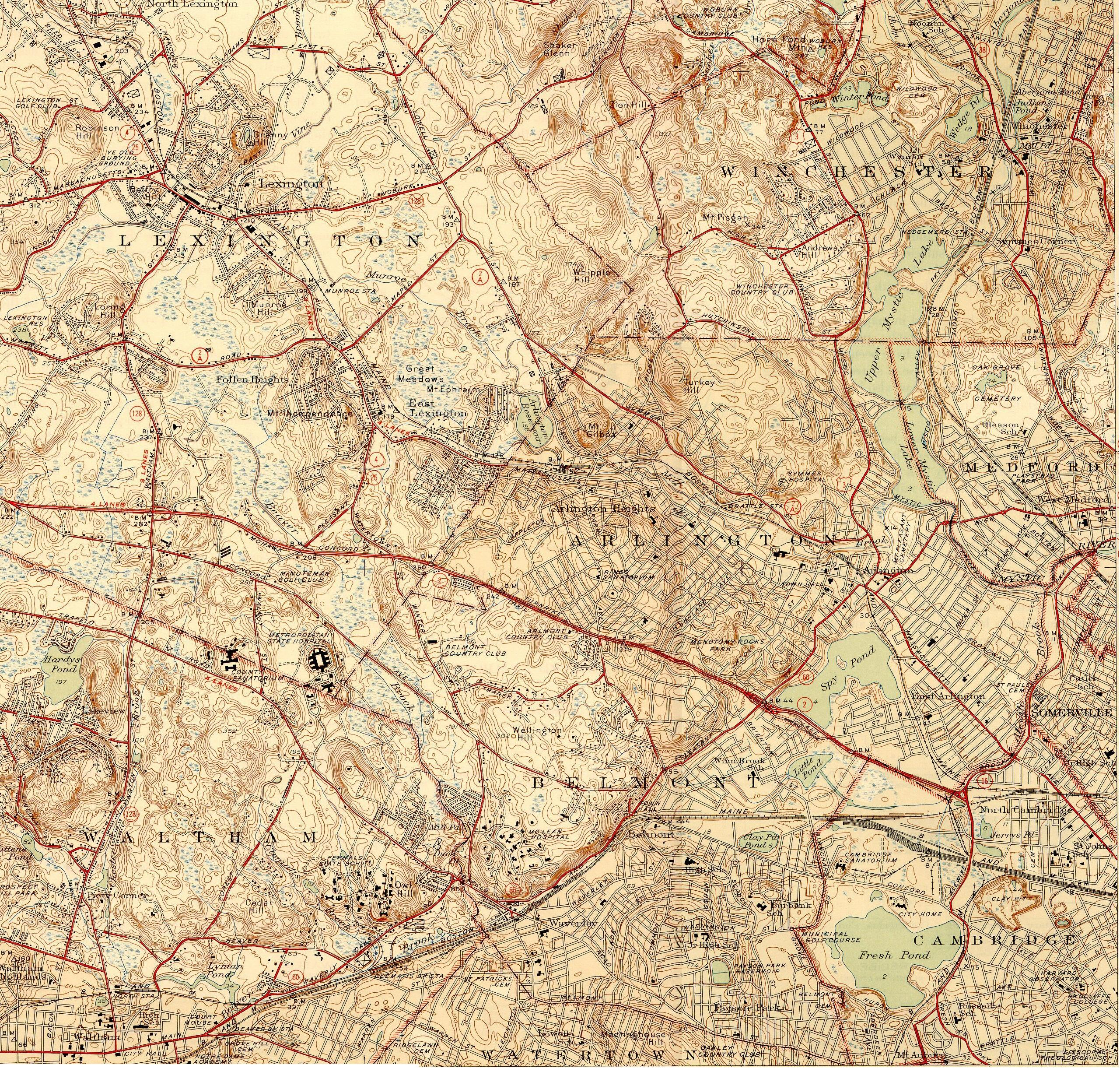
Karte von Arlington und Umgebung, 1946

An Arlington grenzen die Nachbarorte Medford, Lexington, Winchester, Cambridge, Somerville und Belmont.

## Bildung
Die Arlington Public Schools sind neun öffentliche Schulen in Arlington. Die sieben Elementary Schools (Grundschulen) sind Brackett, Bishop, Thompson, Hardy, Peirce, Stratton, und Dallin. Es gibt je eine Middle School (Mittelschule) und High School, welche die Ottoson Middle School und Arlington High School sind.

## Söhne und Töchter der Stadt
- June Caprice (1895–1936), Schauspielerin
- John Lyons (1900–1971), Eishockeyspieler
- John Lax (1911–2001), Eishockeyspieler
- Robert Creeley (1926–2005), Dichter und Buchautor
- Whitney Smith (1940–2016), Flaggenkundler
- Richard Gerard Lennon (1947–2019), römisch-katholischer Geistlicher, Bischof von Cleveland
- Edith Widder (* 1951), Ozeanographin und Meeresbiologin
- David Armstrong (1954–2014), Fotograf
- Lawrence Watt-Evans (* 1954), Schriftsteller
- Holly Flanders (* 1957), Skirennläuferin
- Katy Grannan (* 1969), Fotografin
- Tom Walsh (* 1983), Eishockeyspieler